# Antonio Franco (archevêque)
Pour les articles homonymes, voir Antonio Franco.
Antonio Franco (né le 24 mars 1937 à Puglianello, Italie) est un prélat catholique romain italien et diplomate du Vatican.

## Biographie
Il est ordonné prêtre du diocèse de Telese o Cerreto Sannita le 10 juillet 1960.

## Carrière diplomatique
Pour se préparer à une carrière diplomatique, il entre à l'Académie pontificale ecclésiastique en 1968.
Il occupe divers postes dans les missions diplomatiques du Saint-Siège en Iran (en), en France, à la mission permanente du Saint-Siège auprès des Nations unies à New York et à la Section pour les relations avec les États (de) de la Secrétairerie d'État,.
Il est nommé archevêque titulaire de Gallesium (de) et nonce apostolique en Ukraine (en) le 28 mars 1992. Il reçoit sa consécration épiscopale des mains du pape Jean-Paul II le 26 avril De 1993 à 1997, alors qu'il était nonce en Ukraine, il y sert également en tant que chef de la nouvelle administration apostolique de Transcarpatie des Latins (plus tard le diocèse de Moukatcheve).
Le 6 avril 1999, il est nommé nonce apostolique aux Philippines (en).
Le 21 janvier 2006, Benoît XVI le nomme nonce apostolique en Israël (en) et à Chypre (en) ainsi que délégué apostolique à Jérusalem et en Palestine,. En avril 2007, Franco menace de boycotter une cérémonie de commémoration de l'Holocauste à Yad Vashem en raison de la façon dont le musée décrivait le comportement du pape Pie XII envers les Juifs pendant la Seconde Guerre mondiale. Franco cède en disant qu'il voulait seulement attirer l'attention sur la question et en qualifiant le différend de « simple diplomatie ». La plaque du musée décrivant les activités du pape Pie XII est modifiée par la suite. Franco aide également à gérer la visite du pape Benoît en Terre sainte en mai 2008, et il favorise les discussions entre les communautés religieuses et le Saint-Siège et les gouvernements des régions
Franco prend sa retraite du service diplomatique en août 2012, mais reste responsable du dossier des négociations entre le Saint-Siège et Israël concernant les préoccupations fiscales, les impôts et les terres de l'Église en Israël
Le 22 février 2013, il succède à l'archevêque Giuseppe De Andrea en tant qu'assesseur de l'Ordre équestre du Saint-Sépulcre de Jérusalem.
Jusqu'en 2017, il continue à servir en tant que membre de la délégation du Saint-Siège à l'Commission permanente de travail bilatéral entre le Saint-Siège et l'État d'Israël (de).

## Succession apostolique
Antonio Franco a ordonné les évêques suivants :
- Évêque Stanisław Padewski, O.F.M.Cap. (1995)
- Évêque Jose Francisco Oliveros (en) (2000)
- Évêque Guillermo Afable (en) (2001)
- Évêque Sofronio Bancud (en), S.S.S. (2001)
- Cardinal Jose Fuerte Advincula (2001)
- Évêque Edwin de la Peña (en), M.S.P. (2001)
- Évêque Antonio Pepito Palang (de), S.V.D. (2002)
- Évêque Buenaventura Famadico (en) (2002)
- Évêque Edgardo Juanich (en) (2002)
- Évêque Prudencio Andaya Jr. (en), C.I.C.M. (2003)
- Évêque Jose Romeo Lazo (en) (2003)
- Évêque Cornelio Wigwigan (en) (2004)
- Évêque Emmanuel Trance (en) (2004)
- Archevêque Florentino Lavarias (en) (2004)
- Évêque Bernardino Cortez (en) (2004)
- Évêque Reynaldo Evangelista (en) (2005)
- Évêque José Rojas Rojas (en) (2005)
- Évêque Jacinto Jose (en) (2005)
- Évêque Renato Mayugba (en) (2005)